# Christine ǁHoebes
 (février 2024).
La mise en forme du texte ne suit pas les recommandations de Wikipédia : il faut le « wikifier ».
Les points d'amélioration suivants sont les cas les plus fréquents :
- Les titres sont pré-formatés par le logiciel. Ils ne sont ni en capitales, ni en gras.
- Le texte ne doit pas être écrit en capitales (les noms de famille non plus), ni en gras, ni en italique, ni en « petit »…
- Le gras n'est utilisé que pour surligner le titre de l'article dans l'introduction, une seule fois.
- L'italique est rarement utilisé : mots en langue étrangère, titres d'œuvres, noms de bateaux, etc.
- Les citations ne sont pas en italique mais en corps de texte normal. Elles sont entourées par des guillemets français : « et ».
- Les listes à puces sont à éviter, des paragraphes rédigés étant largement préférés. Les tableaux sont à réserver à la présentation de données structurées (résultats, etc.).
- Les appels de note de bas de page (petits chiffres en exposant, introduits par l'outil «  Source ») sont à placer entre la fin de phrase et le point final[comme ça].
- Les liens internes (vers d'autres articles de Wikipédia) sont à choisir avec parcimonie. Créez des liens vers des articles approfondissant le sujet. Les termes génériques sans rapport avec le sujet sont à éviter, ainsi que les répétitions de liens vers un même terme.
- Les liens externes sont à placer uniquement dans une section « Liens externes », à la fin de l'article. Ces liens sont à choisir avec parcimonie suivant les règles définies. Si un lien sert de source à l'article, son insertion dans le texte est à faire par les notes de bas de page.
- La présentation des références doit suivre les conventions bibliographiques. Il est recommandé d'utiliser les modèles {{Ouvrage}}, {{Chapitre}}, {{Article}}, {{Lien web}} et/ou {{Bibliographie}}. Le mode d'édition visuel peut mettre en forme automatiquement les références.
- Insérer une infobox (cadre d'informations à droite) n'est pas obligatoire pour parachever la mise en page.

Pour une aide détaillée, merci de consulter Aide:Wikification.
Si vous pensez que ces points ont été résolus, vous pouvez retirer ce bandeau et améliorer la mise en forme d'un autre article.
Christine ǁHoebes est une femme politique namibienne qui est ministre des Affaires présidentielles de la Namibie depuis le 21 mars 2020.

## Biographie
Christine ǁHoebes est née à Okombahe mais a grandi à Witvlei. Après avoir fréquenté les écoles de Witvlei, de Gobabis et Windhoek, elle obtient un diplôme d'enseignante de l'éducation de base au Windhoek College of Education en 2001. Elle poursuit actuellement des études à distance à l'université d'Afrique du Sud et à l'université de Namibie.
Elle entrée en politique à l'âge de 23 ans lorsqu'elle est devient conseillère à Witvlei. Elle est élue présidente du conseil du village et est à l'époque la plus jeune maire de Namibie.
Elle entre au cabinet ministériel en 2015 en tant qu'adjointe du ministre des Affaires présidentielles. Lors d'un remaniement ministériel en février 2018, elle passe au cabinet des Affaires étrangères, toujours en tant que vice-ministre. Le 21 mars 2020, elle est nommée ministre des Affaires présidentielles.